# Západnictví
Západnictví (за́падничество) vzniklo v letech 1830–1850 jako směr společenského a filosofického myšlení. Západníci, představitelé jednoho ze směrů ruského společenského uvažování 40.–začátku 60. let 19. století, se zasazovali o zrušení nevolnictví a o přiznání nutnosti rozvíjení Ruska západoevropskou cestou. Většina západníků pocházela z prostředí šlechtických statkářů, nešlechtické inteligence i bohatých kupců, z nichž se většinou stali vědci a spisovatelé. Jak napsal J. M. Lotman,
„Evropanství“ vycházelo z představ o tom, že „ruská cesta“ je cestou, kterou už prošla evropská kultura, která v tom byla napřed. Pravda, na samém začátku tu byl charakteristický doplněk: až si Rusko osvojí evropskou civilizaci a vydá se evropskou cestou, půjde po ní rychleji a dojde dále než Západ– tak nejednou zdůrazňovali představitelé různých odstínů tohoto směru. Od Petra po ruské marxisty se pořád opakuje myšlenka o nutnosti „dohnat a předehnat.“ Až zvládne všechny výdobytky západní kultury, ponechá si Rusko, jak tvrdili zástupci těchto koncepcí, hlubokou odlišnost od svého „přemoženého učitele“, a skokem urazí cestu, kterou Západ ušel postupně, a dle ruského maximalismu nedůsledně.

Termíny „západnictví“, „západníci“ (někdy „Evropané“), stejně jako „slavjanofilství“, „slavjanofilové“ vznikly v ideové polemice čtyřicátých let. Už současníci a samotní účastníci této polemiky poukazovali na podmíněnost a nepřesnost těchto termínů.
Ruský filosof druhé poloviny 19. století V. S. Solovjov (sám zastával ideje západnictví) označil západnictví za „směr našeho společenského myšlení a literatury, uznávající duchovní solidárnost Ruska a západní Evropy jako neoddělitelných částí jednoho kulturně historického celku, zahrnujícího celé lidstvo... Otázky o vztahu víry a rozumu, autority a svobody, o spojení náboženství a filosofie a jich obou s positivní vědou, otázky hranic mezi osobním a typickým základem a také o vzájemných vztazích různorodých typických celků mezi sebou, otázky vztahu národa k lidstvu, církve ke státu, státu k ekonomické společnosti – všechny tyto a podobné otázky jsou stejně důležité a významné pro Západ i Východ.“[zdroj?]
Ideje západnictví vyjadřovali a propagovali publicisté a spisovatelé – P. J. Čaadajev, V. S. Pečerin, I. A. Gagarin (představitelé tak zvaného náboženského západnictví), V. S. Solovjov a B. N. Čičerin (liberální západníci), I. S. Turgeněv, V. G. Bělinskij, A. I. Gercen, N. P. Ogarjov, později N. G. Černyševskij, V. P. Botkin, P. V. Anněnkov (západníci socialisté), M. N. Katkov, E. F. Korš, A. V. Nikitěnko a j.; profesoři historie, práva a politické ekonomie – T. N. Granovskij, P. N. Kudrjavcev, S. M. Solovjov, K. D. Kavelin, B. N. Čičerin, P. G. Rjedkij, I. K. Babst, I. V. Vernadskij a jiní. Ideje západníků rozvíjeli více či méně básníci a publicisté – N. A. Melgunov, D. V. Grigorovič, I. A. Gončarov, A. V. Družinin, A. P. Zablockij-Děsjatovskij, V. N. Majkov, V. A. Miljutin, N. A. Někrasov, I. I. Panajev, A. F. Pisemskij, M. E. Saltykov-Ščedrin, ti se však často snažili sblížit západníky se slavjanofily, třebaže během let v jejich názorech a díle začal převládat prozápadní názor.

## Předchůdci západnictví
Svého druhu předchůdci západnického světového názoru v popetrovském Rusku byly takové politické a státnické postavy 17. století jako moskevští bojaři – vychovatel a oblíbenec cara Alexeje Michajloviče B. I. Morozov, hlavy vyslaneckého úřadu, skuteční vládcové ruské vlády – A. S. Matvějev a V. V. Golicyn.
V. S. Solovjov napsal, že „složitá struktura a postupné rozvíjení evropské kultury, ovládající na Západě množství různorodých a protichůdných zájmů, idejí a snah, se nutně odrazila i v ruském poznávání a osvojení západního vzdělání.“ Jestliže pro „zakladatele ruské kultury,“ k nimž Solovjov počítal Petra I. a M. V. Lomonosova, byly všechny rozdíly zakryty všeobecným protikladem mezi „západní“ vzdělaností a domácím divošstvím, mezi „vědou“ a „nevzdělaností,“ už za Kateřiny II. panoval mezi přívrženci „západní“ vzdělanosti rozdíl mezi dvěma směry, mystickým a volnomyšlenkářským – mezi „martinisty“ a „voltairiány“. Významnější představitelé obou směrů, jako byl N. I. Novikov a A. N. Radiščev, se nicméně shodovali v lásce k osvícenství a v zájmu o obecné blaho. A. S. Puškin se sice přel s nejradikálnějším prvním západníkem Čaadajevem, neboť byl protivníkem katolické teologie a bránil pravoslavné bohosloví, ale i tak byl také předchůdcem a souputníkem skutečných západníků čtyřicátých let.

## Vznik západnictví
Zformování západnictví a slavjanofilství vzniklo na základě zostření ideových sporů po tom, co vyšly r. 1836 Čaadajevovi Filosofické listy. Kolem roku 1839 se sjednotily názory slavjanofilů, asi roku 1841 názory západníků. Společensko-politické, filosofické a historické názory západníků, i když měly u jednotlivců nesčíslné odstíny a zvláštnosti, vcelku se však v lecčem shodovaly. Západníci vystupovali s kritikou nevolnictví a navrhovali způsoby jeho zrušení, ukazovali přednosti nájemné práce. Zrušení nevolnictví se jevilo západníkům možným a užitečným jenom jako reforma provedená současně vládou a šlechtici. Západníci kritizovali feudalismus carského Ruska, jemuž předkládali jako kontrast buržoazně parlamentární konstituční systém západoevropských monarchií, především Anglie a Francie. Přimlouvali se za modernizaci Ruska po vzoru buržoazních zemí, vyzývali k rychlému rozvoji průmyslu a obchodu, nových dopravních prostředků, především železniční dopravy. Propagovali svobodný rozvoj průmyslu a obchodu. Dosáhnout těchto cílů chtěli mírnými prostředky, působením veřejného mínění na carskou vládu, šířením svých názorů ve společnosti pomocí vzdělání a vědy. Cestu revoluce a myšlenky socialismu pokládali mnozí západníci za nepřiměřené. Jakožto straníci buržoazního pokroku a obránci vzdělání a reforem si západníci vysoko cenili Petra I. a jeho snah o evropeizaci Ruska. V Petrovi I. viděli vzor smělého monarchy-reformátora, otvírajícího nové cesty historického rozvoje Ruska jako jedné z evropských mocností.

## Spor o osud rolnické obščiny
V praktické oblasti ve sféře ekonomiky se západníci a slavjanofilové rozcházeli hlavně v názoru na osud rolnických obščin. Jestliže slavjanofilové ruralisté a slavjanofilové-socialisté chápali rozdělenou obščinu jako základ svérázné historické cesty Ruska, západníci nesocialisté viděli v obščině přežitek minulosti a domnívali se, že obščinu a obščinové zemědělství je záhodno zrušit, stejně jako se to stalo s rolnickými obščinami v západních zemích. Současně slavjanofilové, stejně jako západníci-socialisté a ruralisté pokládali za nutné všemi silami podporovat rolnickou obščinu se společným vlastnictvím půdy a stejnými podíly, zatímco západníci -nesocialisté se přimlouvali za přechod k zemědělství na jednotlivých statcích, kdy rolník hospodaří na své vlastní půdě.

## V. S. Solovjov o západnictví a západnících

### Tři fáze
Jak ukázal V. S. Solovjov, k plnějšímu poznání principů „západního“ rozvoje přivedla ruské intelektuály „velká celoevropská povstání“ let 1789-1815. Solovjov vyděluje „tři hlavní fáze, které v obecném chodu západoevropského rozvoje vystupovaly postupně do popředí, třebaže se vzájemně nerušily.“
1. Teokratický, představovaný zejména římským katolictvím
2. Humanitární, vyznačující se teoreticky racionalismem a prakticky liberalismem
3. Naturalistický, vyjadřující positivní myšlenky přírodních věd z jedné strany a z druhé převládající zájem o sociálně-ekonomická témata (těmto třem fázím odpovídají víceméně analogicky vztahy mezi náboženstvím, filosofií a positivní vědou a také mezi církví, vládou a společností.)

Následování těchto fází, podle mínění Solovjova mající všelidský význam, se opakovalo v malém i při rozvíjení ruské společenské myšlenky v 19. století.
Podle jeho slov první katolický aspekt se odrazil v myšlenkách P. J. Čaadajeva, druhý, humanitární, u V. G. Bělinského a u tak zvaných lidí 1840. let a třetí, positivně sociální u N. G. Černyševského a lidí 60. let devatenáctého století. Tento proces rozvíjení ruské myšlenky byl natolik prudký, že někteří jeho zastánci ve zralém věku došli ke změně názoru.

### Západníci a slavjanofilové
Solovjov dokazoval, že uspokojivé řešení jím zformulovaných všelidských problémů neexistuje ještě ani na Západě, ani na Východě, a že proto na nich musí solidárně spolupracovat všechny činorodé síly lidstva, bez rozdílu zemí; a tak by ve výsledcích této práce, v přijetí všelidských principů v místních poměrech se projevily samy sebou všechny kladné vlastnosti kmenových a národních charakterů. Takový „západnický“ náhled nejen že nevylučuje národní svébytnost, ale naopak vyžaduje, aby se tato svébytnost co nejvíce projevila. Proti povinnosti společné kulturní práce s ostatními národy se protivníci západníků podle jeho názoru vymezovali svévolným tvrzením o „zahnívání Západu“ a nesmyslnými věštbami o nevýslovně velikém osudu Ruska. Podle názoru Solovjova přát svému národu velikost a opravdový význam (pro blaho všech) je přirozené pro každého člověka a v tom nebyl rozdíl mezi slavjanofily a západníky. Západníci jen trvali na tom, že veliká převaha se nedostává darem a že pokud jde o velikost nejen vnější, ale o tu vnitřní, duchovní a kulturní, ta se dá dosáhnout jen usilovnou kulturní prací, při níž se nedají obejít obecné základní podmínky všeobecné lidské kultury, kterých už dosáhl západní vývoj.
Podle Solovjovových slov s tím, jak idealizované představy a proroctví původního slavjanofilství zmizely beze stopy, ustoupivše bezideovému přízemnímu nacionalismu, tak se vztah dvou hlavních směrů myšlení značně zjednodušil, protože se vrátil (na vyšším stupni poznání a za jiných podmínek) k témuž kontrastu, jímž se vyznačovala doba Petra Velikého: k boji mezi divošstvím a vzdělaností, mezi temnotou a osvícenstvím.
| Kriterium                  | Slavjanofilové                                                                  | Západníci                                                                                  |
| -------------------------- | ------------------------------------------------------------------------------- | ------------------------------------------------------------------------------------------ |
| představitelé              | A. S. Chomjakov, bratři Kirejevští, bratři Aksakovovi, J. F. Samarin            | P. J. Čaadajev, V. P. Botkin, I. S. Turgeněv, K. D. Kavelin, S. M. Solovjov, B. N. Čičerin |
| vztah k samoděržaví        | monarchie + odpovědná národní reprezentace                                      | omezená monarchie, parlamentní zřízení, demokratická svoboda                               |
| vztah k nevolnictví        | záporný, stavěli se za zrušení nevolnictví shora                                | záporný, stavěli se za zrušení nevolnictví shora                                           |
| vztah k Petru I.           | záporný – Petr zavedl západní pořádky a zvyky, které svedly Rusko z pravé cesty | zveličování Petra, který zachránil Rusko, obnovil zemi a zavedl ji na mezinárodní úroveň   |
| po jaké cestě má Rusko jít | Rusko má vlastní cestu odlišnou od Západu. Může ale stavět továrny, železnice   | Rusko se opožďuje, ale jde a musí jít západní cestou rozvoje                               |
| jak provést přeměnu        | mírnou cestou, reformy shora                                                    | nedopustit revoluční otřesy                                                                |